# Кубок Федерации футбола СССР
Кубок Федерации футбола СССР — клубный турнир по футболу, проводившийся в СССР в 1986—1990 годах под эгидой Федерации футбола страны. Проводился по системе «Кожаного мяча» — турнир (в 1986 в один круг, в последующие годы в два круга) по четырём подгруппам — команды, занимающие первые места в своих подгруппах, выходят в полуфинал. В 1989 году турнир был преобразован в Кубок Футбольного союза СССР, при этом самого футбольного союза не существовало — конференция, призванная учредить его, высказалась за образование Союза футбольных лиг СССР.

## Финалы
| Год  | Победитель | Финалист    | Счёт | Место финала   |
| ---- | ---------- | ----------- | ---- | -------------- |
| 1986 | Днепр      | Зенит       | 2:0  | Кишинёв        |
| 1987 | Спартак    | Металлист   | 4:1  | Москва         |
| 1988 | Кайрат     | Нефтчи      | 4:1  | Кишинёв        |
| 1989 | Днепр      | Динамо (Мн) | 2:1  | Днепропетровск |
| 1990 | Черноморец | Днепр       | 2:0  | Одесса         |

## Статистика
| Клуб                     | Побед | Сезоны побед |
| ------------------------ | ----- | ------------ |
| «Днепр» (Днепропетровск) | 2     | 1986, 1989   |
| «Спартак» (Москва)       | 1     | 1987         |
| «Кайрат» (Алма-Ата)      | 1     | 1988         |
| «Черноморец» (Одесса)    | 1     | 1990         |